# Philosyrtis monotoides
Philosyrtis monotoides är en plattmaskart som beskrevs av Giard 1905. Philosyrtis monotoides ingår i släktet Philosyrtis och familjen Otoplanidae. Inga underarter finns listade i Catalogue of Life.